# امجرجر (حبيل جبر)

تعديل مصدري - تعديل

امجرجر هي إحدى قرى عزلة حبيل جبر بمديرية حبيل جبر التابعة لمحافظة لحج، بلغ تعداد سكانها 16 نسمة حسب تعداد اليمن لعام 2004.